# 750 000 000 d'années avant Jésus-Christ
Pour plus de détails, voir Fiche technique et Distribution.
750 000 000 d'années avant Jésus-Christ (Wild Wild World en anglais) est un dessin animé américain Merrie Melodies de 1960 réalisé par Robert McKimson.